# Галимзянов, Флюр Галимзянович
Флюр Галимзянович Галимзя́нов (1 февраля 1932, Староиликеево, Башкирская АССР — 28 января 2010, Уфа, Россия) — ведущий инженер Уфимского моторостроительного производственного объединения, Герой Социалистического Труда.

## Биография
В 1949 году начал трудовую деятельность колхозником колхоза «Учкун».
После четырёх лет службы в рядах Советской Армии всю свою трудовую деятельность он посвятил развитию машиностроительной отрасли.
В 1955 году окончил Уфимский авиационный институт, с того же года — инженер-конструктор, затем — старший мастер, заместитель начальника цеха, ведущий инженер «УМПО».
В 1996 году вышел на пенсию.

## Награды и звания
Удостоен звания Героя Социалистического Труда (1971), награждён многими медалями, Почетными грамотами Республики Башкортостан, ему присвоено звание «Почетный моторостроитель».